# Gullhaug (Holmestrand)
Gullhaug este o localitate din comuna Holmestrand, provincia Vestfold, Norvegia, cu o suprafață de 1,15 km² și o populație de 1.954 locuitori (2013).